# Lomtjärnen (Nederkalix socken, Norrbotten, 734033-182824)
Lomtjärnen är en sjö i Kalix kommun i Norrbotten och ingår i Kalixälvens huvudavrinningsområde.